# 马来西亚民主联合阵线
马来西亚民主联合阵线，简称MUDA或民联阵，部分中文媒体则简称统民党、青年党、睦达党，于2020年9月由赛沙迪创立，是马来西亚第一個以青年为主的政党。

## 历史

### 创党
MUDA于2020年9月17日成立。其创党人之一赛沙迪曾于2018年至2020年期间，在希盟政府中担任青年及体育部长一职。他在2018年出任该职时年仅25岁，是马来西亚史上最年轻的内阁部长。他同时也是麻坡国会议席国会议员。赛沙迪原为土著团结党青年团团长，但他在2020年－2022年马来西亚政治危机期间被开除党籍。同样被开除出党的前首相暨土团党前会长马哈迪·莫哈末、前署理主席慕克里·马哈迪、前总秘书马祖基等人，成立了祖国斗士党，惟赛沙迪并未加入该党，并表示自己将成立一个以青年为主的多元种族政党。
2020年9月17日，赛沙迪正式向马来西亚社团注册局申请注册一个新政党，即MUDA。该党有13个赞助人，包括赛沙迪本人，塔努莎西维尔、林伟捷、阿米尔哈迪等青年领袖。赛沙迪表示，该党以法国的共和国前进！和泰国的未来前进党为模板，是个以青年为主的多元种族政党。此外，该党亦代表所有的社会阶层，不分种族、宗教或年龄。不过，MUDA的申请注册在提交至社团注册局后，迟迟未有进展。赛沙迪于2020年12月21日与该党的另两名代表，林伟捷和阿菲卡前往社团注册局总部，与该局官员进行会面。同行的尚有上百名身穿该党制服的支持者。会面结束后，赛沙迪表示MUDA已委任前总检察长汤米·汤姆斯和大马律师公会前主席安碧嘉担任该党代表律师。若MUDA的申请注册状态在7天内仍未有进展，届时该党将把此案带上法庭。
2021年1月6日，社团注册局通过电邮告知MUDA，当局已拒绝MUDA的注册申请，惟电邮中并未阐明MUDA申请被拒的理由。MUDA于1月24日向吉隆坡高庭提出上诉，但在2月4日被高庭驳回其上诉申请，理由是MUDA未依据《1966年社团注册局法令》的程序；先向内政部提出上诉，之后再入禀法庭采取司法行动。MUDA在4月27日申请进行司法复核，以挑战内政部长和社团注册局仍未就他们欲将MUDA注册为政党所提出的上诉，做出决定。MUDA于5月25日取得了高庭的准令，向社团注册局和内政部提出法律诉讼，并将社团注册局和内政部长（韩沙再努丁）列为答辩人。6月8月，高庭择定于8月12日审理MUDA要求内政部根据《1966年社团注册局法令》第18条文，在法庭裁决后的7天内定夺该党的注册上诉。8月11日，内政部长韩沙再努丁发出亲笔信函，拒绝MUDA向社团注册局申请为合法政党的上诉。MUDA隔日证实原本在8月12日进行的聆审，被推迟至8月18日。
2021年12月14日，吉隆坡高庭裁定MUDA勝訴，MUDA在推特宣布胜利的同时，也透露政府必須支付一萬令吉的堂費。MUDA副主席兼律师林伟捷指出，高庭法官诺林·巴达鲁丁（Noorin Badaruddin）在听证会上一共发出两项法院命令；撤销内政部长对拒绝MUDA申请注册为合法政党的上诉决定，以及强制内政部和社团注册局在法院命令之日起的14天内，将MUDA注册为合法政党的强制令。林伟捷亦透露，高庭认为内政部最初给出以损害国家安全为由而拒绝MUDA上诉的理由，是毫无根据的。6天后的12月20日，内政部长韩沙再努丁发表文告证实该部不会对吉隆坡高庭的判决作出上诉，并将发信给MUDA允准注册。
2021年12月23日，MUDA正式成立。惟由于MUDA当时正投入水灾的救援工作，因此该党正式成立的消息至29日才由党主席赛沙迪通过线上记者会对外发布。他也在记者会上称，MUDA已收到超过6万人申请入党。

### 2022年柔佛州选
2022年1月22日，柔佛州立法议会解散，柔佛州继而迎来州选。MUDA党主席赛沙迪于29日证实，该党将上阵是次选举。这也是MUDA首度参与议会选举。2月9日，MUDA与希盟的诚信党和行动党达成协议，三党将互不出战。除此之外，该两党也让出了6个议席，以让MUDA的候选人上阵。惟在这6席之中，便包括了原先公正党欲上阵之优景镇州席。该州席此前经希盟三党决定，由诚信党上阵，但诚信党后决定将此州席让予MUDA上阵。公正党全国副宣传主任玛尼瓦南表示，原定上阵优景镇州席的公正党柔佛州妇女组主席娜蒲夏在当地耕耘已久，较有胜算。他因而要求MUDA归还该州席予公正党上阵。MUDA最终并未归还优景镇州席，该党委派了其总秘书阿米拉艾莎上阵。在后续与公正党的议席谈判中，MUDA与公正党并未取得共识。谈判继而破裂，MUDA派出其柔佛州宣传主任拉昔，上阵拉庆州议席，与公正党的扎米尔对垒。公正党柔佛州主席赛依布拉欣因而宣布，该党将不会为MUDA助选，但也不会到MUDA所上阵的其他选区与该党对垒。
最终，在3月12日的柔佛州选中，MUDA总秘书阿米拉艾莎在优景镇州席取得胜利，成为了MUDA创党以来的第一位州议员。其余6名候选人则全数败选，惟无一人失去按柜金，包括与公正党对垒的拉庆州议席候选人拉昔。

### 2022年马来西亚大选
MUDA继续与希望联盟合作共同出战第15届全国大选，并竞选6国席，MUDA也再度使用自家旗帜上阵大选。但唯有党主席赛沙迪赢得了一席麻坡，其余的5位候选人败选，MUDA的一席再加上希盟赢取81席，共82席成为了赢得最多席位的政治联盟。这时马来西亚出现了悬峙议会，出现没有任何一方掌握简单多数支持组政府的局面，MUDA这时也全力支持希望联盟主席安华出任马来西亚首相。11月24日，国家元首苏丹阿卜杜拉委任安華出任马来西亚第10任首相，MUDA随之成为执政集团的一员。

### 团结政府&六州选举
在团结政府成立后，整合了所有19个盟党成立了团结政府秘书处（sekretariat kerajaan perpaduan）以维持盟党的合作关系。而MUDA不满在数次召开的会议中未曾邀请MUDA代表出席，并指对方忽略MUDA，而至于加入希盟的建议也不被希盟理会。但在5月14日在举办的团结政府大会，MUDA获得出席活动，党主席赛沙迪则坐在领导人的位置中。之后赛沙迪在国会便要求政府检讨LCS战舰舞弊事件而被议长阻止。随着六州选举来临，MUDA便宣布以第三势力参选，并与马来西亚社会主义党合作共同征战，给予选民第三个选择。与其他政党不同的是，MUDA便开放候选人资格给予大众，只要符合条件就能成为候选人。MUDA最终竞选了19州议席，候选人大部份都是非政府组织成员和专业人士，大部分战场都在雪兰莪州与希盟与国盟对垒。在2023年8月12日州选成绩出炉后，MUDA在所竞选的19个州议席全军覆没，都丢失了按规金。也如外界所认为，MUDA的搅局的确让团结阵营在一些选区失利，都以微差多数票败给了国盟。对州选的结果，党主席赛沙迪表示，MUDA尊重州选结果并感谢支持MUDA的选民。
2024年10月19日，MUDA宣布推出采用黑色字体和黄色背景，并带有条纹“D”的“MUDA”一词的新标志，三条纹组成的字母“D”代表自由、正义和团结，作为强调该党将坚定地奉行社会民主的原则，以实现经济和社会正义，促进国家的福祉。

## 政党意识形态

### 宪章
1. MUDA致力于推广崭新、创新的政治常态，以改变现状，且同时确保一个建基于效率与廉政之上的国家治理体系。MUDA将以下列五大支柱为基础，投入国家建设之中：
  - 经济发展
  - 就业
  - 健康与教育
  - 卓越治理
  - 环境可持续性
2. MUDA将确保青年在党的领导层和候选人中的代表性。
3. MUDA以成为一个属于全体马来西亚人的政党作为目标。因此，MUDA开放让所有马来西亚人加入，不论种族、宗教及文化信仰。
4. MUDA提倡尊重马来西亚社会中的所有成员，并将维护马来西亚宪法和国家原则，以确保开国元勋们的愿景得到推进。
5. MUDA致力于在政治格局中，建构一个多元、包容的文化。为此，MUDA将着重于妇女、原住民、残疾人士、学生、儿童及艺术家的代表性。
6. MUDA承诺，将确保党内领导层的新陈代谢，且不被同一人士垄断。MUDA保证，一人只能在党内最高职位上任职最多3届。
7. MUDA坚定地为政治资金的透明化作出努力。MUDA将推出以下规定：
  - 对个人和团体的款项捐助设定上限
  - 着重于电子捐款
  - 由经认可的公司进行年度审计
8. MUDA将加强和完善党内治理。完善工作将侧重于以下程序上：
  - 党员注册
  - 党内投票
  - 推举有能力且廉正的候选人
  - 有效率的组织架构；党员将不会被分为妇女翼或元老翼
9. MUDA致力于改革政党政治机制。 MUDA将通过建立一个权力不集中于少数人手中的制度，以去除派系政治和贪污腐败。
10. MUDA承诺不会让任何非MUDA党员的国、州议员以跳槽的方式加入MUDA。

## 历任领导人
| 序号     | 肖像 | 全国主席   | 任期始于      | 任期终于      |
| -------- | ---- | ---------- | ------------- | ------------- |
| 1        |      | 赛沙迪     | 2020年9月17日 | 2023年11月9日 |
| 代理主席 |      | 阿米拉艾莎 | 2023年11月9日 | 现任          |

## 历届全国大选成绩
| 大选 | 当选议席 | 选举结果              | 最終议席 | 领袖   |
| ---- | -------- | --------------------- | -------- | ------ |
| 2022 | 1 / 222  | 联合执政 , 后成在野党 | 1 / 222  | 赛沙迪 |

## 当选代表
MUDA在馬來西亞下議院有1名成员。
| 州属 | 选区编号 | 国会选区 | 国会议员 | 政党     | 政党     |
| ---- | -------- | -------- | -------- | -------- | -------- |
| 柔佛 | P146     | 麻坡     | 赛沙迪   |          | MUDA     |
| 柔佛 | 总数     | 柔佛 (1) | 柔佛 (1) | 柔佛 (1) | 柔佛 (1) |

MUDA在柔佛州议会有1名成员。
| 州属 | 选区编号 | 选区     | 当选议员   | 政党     | 政党     |
| ---- | -------- | -------- | ---------- | -------- | -------- |
| 柔佛 | N41      | 优景镇   | 阿米拉艾莎 |          | MUDA     |
| 总数 | 柔佛 (1) | 柔佛 (1) | 柔佛 (1)   | 柔佛 (1) | 柔佛 (1) |